# Thira (gmina)
Thira (gr. Δήμος Θήρας, Dimos Tiras) – gmina w Grecji, w administracji zdecentralizowanej Wyspy Egejskie, w regionie Wyspy Egejskie Południowe, w jednostce regionalnej Thira. W jej skład wchodzi między innymi wyspa Santoryn (Thira). Siedzibą gminy jest Fira. W 2011 roku liczyła 15 550 mieszkańców. Powstała 1 stycznia 2011 roku w wyniku połączenia dotychczasowej gminy Thira i wspólnoty Oia.